# Xenia danae
Xenia danae is een zachte koraalsoort uit de familie Xeniidae. De koraalsoort komt uit het geslacht Xenia. Xenia danae werd in 1869 voor het eerst wetenschappelijk beschreven door Verrill. 